# بروو-رانوبه
بروو-رانوبه (به لاتین: Berevo-Ranobe) یک منطقهٔ مسکونی در ماداگاسکار است که در ماینتریناوو (بخش) واقع شده‌است.
 بروو-رانوبه  ۸٬۰۰۰ نفر جمعیت دارد و ۲۲ متر بالاتر از سطح دریا واقع شده‌است.